# Tara Cross-Battle
Tara Cross-Battle (* 16. September 1968 in Houston, Texas) ist eine ehemalige US-amerikanische Volleyballspielerin und heutige Trainerin. Mit der Nationalmannschaft nahm sie viermal an den Olympischen Spielen teil.

## Karriere
Cross-Battle begann ihre Karriere 1986 bei den Long Beach State 49ers, mit denen sie 1989 die NCAA Division I gewann. Seit 1989 spielte sie in der A-Nationalmannschaft, mit der sie 1990 bei der Weltmeisterschaft in China und 1992 bei den Olympischen Spielen in Barcelona jeweils die Bronzemedaille gewann. Danach spielte sie drei Jahre in Italien bei Brummel Ancona und gewann hier 1994 den Europapokal der Pokalsieger. Mit der Nationalmannschaft gewann sie 1995 den World Grand Prix, gewann Silber bei den Panamerikanischen Spielen und wurde 1996 bei den Olympischen Spielen in Atlanta Siebte.
Von 1996 bis 2001 spielte die Außenangreiferin in der brasilianischen Superliga bei den Vereinen Leites Nestlé, Rio de Janeiro VC und Flamengo Rio de Janeiro. Dabei gewann sie dreimal die nationale und zweimal die südamerikanische Meisterschaft. Mit der Nationalmannschaft belegte sie 2000 bei ihren dritten Olympischen Spielen in Sydney Platz vier. Ein Jahr später gewann sie erneut den World Grand Prix und die NORCECA-Meisterschaft. Danach wechselte Cross-Battle in die italienische „Serie A1“ zu Foppapedretti Bergamo, wo sie italienische Meisterin wurde und das Finale der Champions League erreichte. In der darauf folgenden Saison war sie beim Ligakonkurrenten Pallavolo Reggio Emilia aktiv.
Mit der US-amerikanischen Nationalmannschaft wurde Cross-Battle 2002 in Deutschland Vizeweltmeisterin. Ein Jahr später siegte sie beim Pan American Cup und erreichte beim Weltpokal in Japan den dritten Platz. Nach einer Knieverletzung startete sie 2004 in Athen ein letztes Mal bei den Olympischen Spielen und schied im Viertelfinale aus.
Cross-Battle wurde mehrfach als „Wertvollste Spielerin“ (MVP), „Beste Punktesammlerin“ etc. ausgezeichnet. 2014 wurde sie in die „Volleyball Hall of Fame“ aufgenommen.
Nach ihrer aktiven Laufbahn trainiert Cross-Battle Jugendmannschaften in ihrer texanischen Heimat.